# Lakhtxaida
Lakhtxaida (en rus: Лахчайда) és un poble del Daguestan, a Rússia, que en el cens del 2010 tenia 44 habitants. Pertany al districte rural de Gunib.